# بوبي أوليري
بوبي أوليري (بالإنجليزية: Bobby O'Leary)‏ هو منافس ألعاب قوى أيرلندي، ولد في 19 يونيو 1967.

## وصلات خارجية
- بوبي أوليري على موقع الاتحاد الدولي لألعاب القوى (الإنجليزية)
- بوبي أوليري على موقع أوليمبيديا (الإنجليزية)